# Ad Cantica canticorum verto me

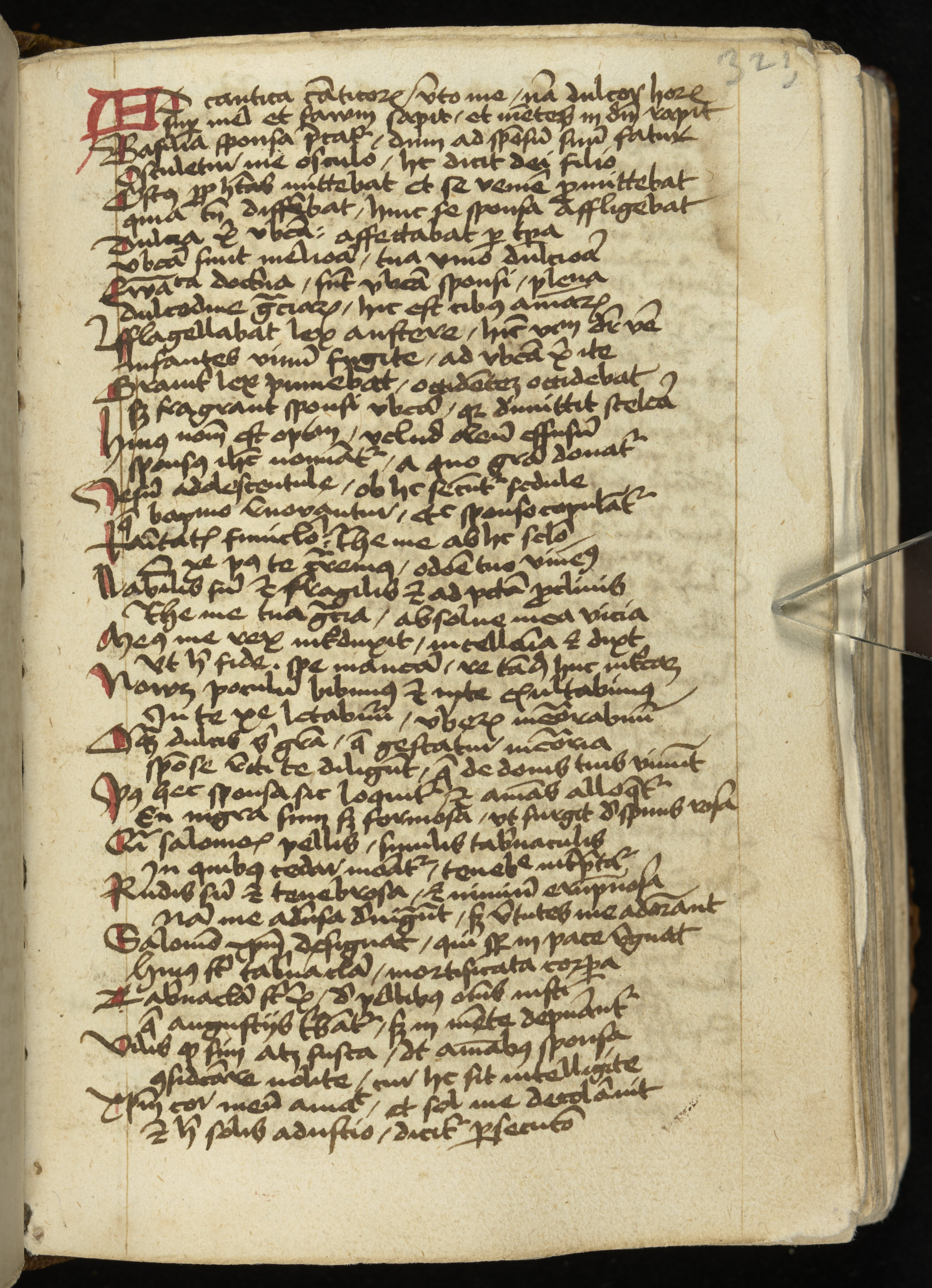
Początek oryginalnego zapisu utworu

Ad Cantica canticorum verto me – poemat z XV wieku  w języku łacińskim autorstwa Władysława z Gielniowa, nawiązujący do Pieśni nad pieśniami.
Utwór ma formę abecedariusza. Stanowi rodzaj komentarza do Pieśni nad pieśniami. Poeta parafrazuje z nim kolejne wersy księgi biblijnej, podając wykładnię sensów ukrytych pod obrazami poetyckimi oryginału. Metoda ta nawiązuje do tradycji egzegezy biblijnej. Pod sensum literalis (sensem dosłownym), opowiadającym o miłości Oblubienicy do Oblubieńca, odnajdywany jest sensum allegoricus (znaczenie alegoryczne), mówiące o emocjonalnym związku Kościoła chrześcijańskiego (Oblubienica) z Chrystusem (Oblubieniec). Wykładnia taka była często stosowana przez średniowiecznych egzegetów, zaś Pieśń nad pieśniami była często komentowana w tej epoce.
Oryginalny utwór zapisany jest na kartach 323–327 kodeksu określanego jako Miscellanea theologica (sygn. Rps 8085 II), przechowywanego w Bibliotece Narodowej w Warszawie. Tytuł utworu spotykany w opracowaniach pochodzi od incipitu Ad Cantica canticorum verto me, nam dulcor horum…